# 对羟基苯甘氨酸

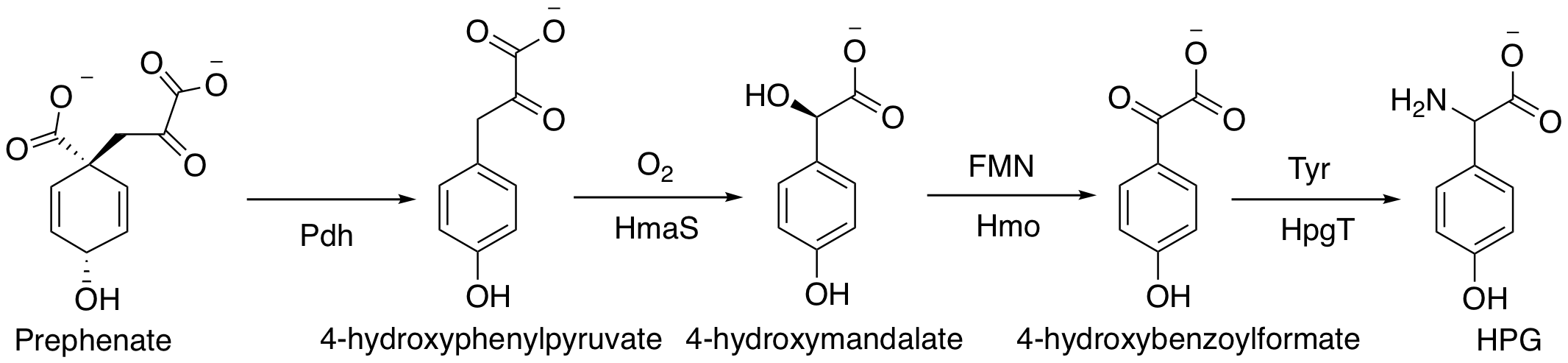
HPG生物合成

对羟基苯甘氨酸（缩写HPG或PHPG，或称为4-羟基苯甘氨酸，4-Hydroxyphenylglycine，降酪氨酸，Nortyrosine），分子式C8H9NO3，是一种非蛋白氨基酸，可看做酪氨酸的减少一个亚甲基的同系物，苯环直接与α碳原子相连，其生物合成从莽草酸途径中的预苯酸开始：